# 姫街道の一覧
姫街道（ひめかいどう）とは、江戸時代以前の徒歩時代における、主要街道の別ルート（脇街道）の一部に対する呼び名。

## 概要
本街道に峠道・川越えなどの難所、厳しい関所などの面倒があった場合に、それらを避けるための別ルートが選ばれる場合があった。また、本街道と比べると人通りが少なく、犯罪に巻き込まれる可能性が少ない・警備が楽、といった事情もあった模様である。女性旅行者がこれらの理由から選ぶ道というイメージがあったことから、それらの別ルートが「姫街道」「女街道」と呼ばれることがあった。
規模はさまざまであり、特定の難所だけを大回りして迂回する小規模なものから、大きく別ルートを取るケース、さらには（東海道と比べて距離は長いが安全で難所が少ないとされていた）中山道全体を呼んだような大規模なものまであった。寺社の参道で勾配がきつい坂を「男坂」、大回りするが勾配がゆるやかな坂を「女坂」と呼んだ事例も多く見られるが、それと同様の発想による命名であるとも言える。

## 姫街道の別名を持つ街道

### 中山道
数箇所の険しい峠道はあったものの、東海道のような長期にわたる川止めがないことがメリットであった。また、嫁入りに際しては縁起の良い地名が多いことも影響した。また、中山道は、「姫街道」とも呼ばれており、京都の宮中から将軍家に嫁ぐ際、通行していた。京都から江戸の徳川家に和宮が嫁つぐ際、その嫁入り行列に中山道を使っており、徳川家定の2番目の正室「寿明姫」は63番目の鳥居本宿にて休憩をしている。

### 本坂越・本坂通
東海道見附宿（静岡県磐田市）と御油宿（愛知県豊川市）を結ぶ東海道の脇街道。浜名湖の北側、本坂峠を越える道で、本坂道、本坂通り、本坂街道とも言う。東海道新居関所の厳しい取締まりを嫌った女性が多く利用したためこの名があるという。

### 下仁田道
中山道の脇往還、別名「下仁田通」。「上州姫街道」などとも呼ばれた。中山道本庄宿（埼玉県本庄市）から分岐し、上州（群馬県）藤岡宿（藤岡市）・吉井宿（高崎市）・福島宿（甘楽郡甘楽町）・富岡宿・一ノ宮宿・宮崎宿（以上富岡市）から小坂坂峠を経て、下仁田宿・本宿宿・初鳥屋宿（以上甘楽郡下仁田町）から鰐坂峠を越え信州（長野県）借宿（北佐久郡軽井沢町）で中山道へと戻る。中山道古道のひとつであるが、別ルートが中山道本道として指定されたことから、脇往還となった。下仁田宿から砥沢宿（甘楽郡南牧村）を経て、信州へ繋がる脇道もあった。

### 平針街道・岡崎街道
名古屋・平針間を結ぶ平針街道と、名古屋と岡崎間を結ぶ岡崎街道（駿河街道）は、姫街道と呼ばれていた。

### 佐屋路
東海道佐屋廻りとも呼ばれ、松並木の続いた道であった。船に弱い人や、女の人などに多く利用されたからか姫街道とも呼ばれた。

### 追分街道
北国街道または中山道の脇道である追分街道。日影街道（香坂通り）を和美峠で越えて初鳥屋に至る追分街道がある。追分街道は、傾斜が緩く人畜の通行に都合が良かったことから、特に女子の通行に利用され、「女街道」あるいは「姫街道」と呼称されていたという。

### 千国街道
「本坂通」、「下仁田通」に並び、姫街道と呼ばれていた街道の一つと言われていた。信越の北国街道や北国西街道の脇往還にあたる。新潟県糸魚川から長野県安曇野を経て中山道塩尻宿（塩尻市）に至る道筋で、約120ｋｍの道で、最も長い塩の道とも言われている。特に戦国時代の上杉氏による「敵に塩を送る」の故事となる塩の輸送路として重要視された。

## 引用文献
文献
- 青柳周一「史料紹介 : 有川市郎兵衛家文書と寿明姫の下向」、『滋賀大学経済学部附属史料館にゅうすSAM』第29号、滋賀大学経済学部附属史料館、2008年。

- 浅井建爾『道と路がわかる辞典』（初版）日本実業出版社、2001年11月10日。ISBN 4-534-03315-X。
- 数馬広二「北関東における剣術流派の伝播に関する研究　-上野国甘楽郡における馬庭念流について-」、『工学院大学　研究論叢』46（1）、工学院大学、2008年、127-107頁。
- 小林幹男「和宮の下向と助郷に関する研究」『長野女子短期大学研究紀要』 7、 長野県女子短期大学、1999年:、11-30頁。
- 野田隆稔「序章　３　飯田街道とは」、『平成18年度市民研究報告書　私たちのすむ街なかの「魅力資産」の再発見とユニーク活用アイデア（昭和区・天白区）』財団法人　名古屋都市センター、2007年、1-3頁。
- 原澤文彌「昭和三十年度日本地理教育学会研究発表要旨　中山道と西南上州方面脇道往還との係争の意義―近世宿駅の歴史地理学的研究　第十報―」『新地理』4（3）、日本地理教育学会、1956年、69-84頁。
- 宮川充史. 「本坂通 (姫街道) を歩く (巡見報告)」.、『交通史研究』76、2012年、92-93頁。

ウェブサイト
- 池田誠一 (2015年9月7日). “名古屋の古道・街道” (pdf). 【4】佐屋路・・・岩塚から万場へ.   一般社団法人　日本電気協会　中部支部. 2016年11月14日閲覧。
- “『庄内川水系流域及び河川の概要』”. 「２．流域及び河川の自然環境」.   国土交通省. p. 38頁 (2007年). 2016年11月21日閲覧。